# 日産京都北販売
日産京都北販売株式会社（にっさんきょうときたはんばい）とは、かつて存在した日産自動車のレッド&ブルーステージ店である。本社を京都府舞鶴市に置き、京丹後市・舞鶴市・福知山市を担当していた。
2011年1月1日に京都日産自動車と合併・統合した。

## 事業所
なお、以下の事業所は京都日産自動車 日産京都北oo店として京都日産自動車の事業所になっている。
- 西舞鶴店（旧・日産京都北販売 本社営業所）- 舞鶴市字下福井408
- 東舞鶴店 - 舞鶴市南浜町9-1
- 福知山店 - 福知山市字前田1063-1
- 峰山店 - 京丹後市峰山町新町1581番地の1

### 旧店舗
- 舞鶴店
- 野田川店 - 閉店に伴い、販売権を日産野田川販売に委譲した。

## 京都府内の他日産車販売店
- 日産野田川販売